# Weberstraße 29 (Quedlinburg)

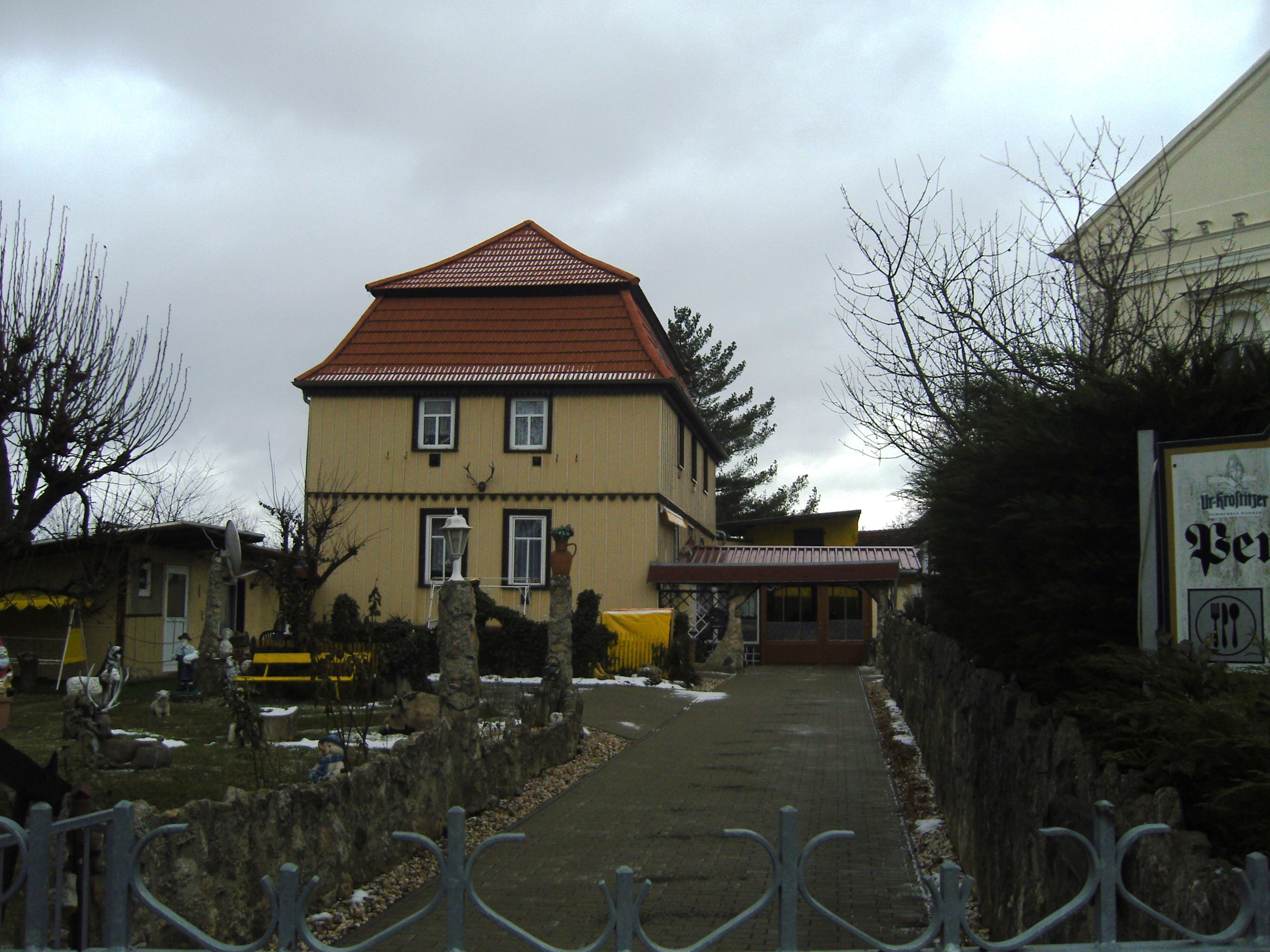
Haus Weberstraße 29

Das Haus Weberstraße 29 ist ein denkmalgeschütztes Gebäude in der Stadt Quedlinburg in Sachsen-Anhalt.

## Lage
Es befindet sich im nördlichen Teil der historischen Quedlinburger Neustadt. Im Quedlinburger Denkmalverzeichnis ist es als Wohnhaus eingetragen.

## Architektur und Geschichte
Das zweigeschossige, freistehende Fachwerkhaus entstand in der Zeit um 1750 und diente wohl zunächst als Fischmeisterhaus. Direkt neben dem Anwesen befand sich ein zur Stadtbefestigung gehörender Wassergraben, der als Fischteich genutzt wurde. Die Fassade wurde im 19. Jahrhundert mit senkrecht angebrachten Brettern verkleidet. Bedeckt ist das Gebäude mit einem Mansarddach.